# Bijapur, Karnataka
Huyện Bijapur, còn được gọi là huyện Vijayapura, là một huyện thuộc bang Karnataka, Ấn Độ. Thủ phủ huyện Bijapur đóng ở Bijapur. Huyện Bijapur có diện tích 10517 ki lô mét vuông. Đến thời điểm năm 2001, huyện Bijapur có dân số 1808863 người.